# 耳面症候群
耳面症候群（英語：Otofacial Syndrome，亦作無臉症或無下巴症候群）是一種非常罕見的先天缺陷。根據《ICD-10》，這種疾病是一種先天畸形、變形或染色體異常疾病，現時全世界就只有兩面患者。患者天生沒有下巴，臉部的下半部嚴重塌陷。因此，患者不能自行進食，需要靠胃喉來餵食；不能自行呼吸，而利用氣切(tracheostomy)來協助呼吸；所以亦不能說話，要依靠電子儀器來發聲。現時的解決辦法，是從患者的髖骨取出一部份來重建下巴。方法是：先取出部份髖骨，然後移植到背部的皮膚下，以便新骨長出神經和軟骨組織，然後才可以移殖到患者的頭部，用來重建下顎。

## 著名患者
- 阿倫·多爾蒂 (Alan Doherty)
- 朱丽安娜
- 山川記代香

## 參看
- Treacher Collins症候群

## 外部連結
- https://web.archive.org/web/20180727092809/http://www.julianawetmore.net/
- http://www.foxnews.com/story/0,2933,279034,00.html （页面存档备份，存于）
- 南方新闻网：国际新闻：美两岁半女孩天生无脸 看上去像外星人 （页面存档备份，存于）
- 夠中國2006 -> 新聞區 -> 無顎少年 重建下巴